# Images. The International Journal of European Film, Performing Arts and Audiovisual Communication
Images. The International Journal of European Film, Performing Arts and Audiovisual Communication – czasopismo naukowe o tematyce humanistycznej, poruszające zagadnienia dotyczące kultury audiowizualnej.
Ukazuje się w wolnym dostępie i publikuje artykuły naukowe w językach polskim i angielskim. Jest redagowane i wydawane przez Instytut Filmu, Mediów i Sztuk Audiowizualnych Uniwersytetu im. Adama Mickiewicza w Poznaniu (we współpracy z Wydawnictwem Naukowym UAM).
Jest półrocznikiem indeksowanym w bazach Scopus i DOAJ, a jego wskaźnik oceny zgodnie z listą Ministerstwa Edukacji i Nauki z 2024 roku wynosi 70 punktów.

## Historia
Czasopismo powstało w 2003 roku. Do 2009 r. było wydawane przez Collegium Europaeum Gnesnense, po czym zostało przejęte przez Katedrę Filmu, Telewizji i Nowych Mediów (dziś Instytut Filmu, Mediów i Sztuk Audiowizualnych). Od tego czasu wszystkie numery są publikowane nie tylko w wydaniu papierowym, ale też na Platformie Otwartych Czasopism Naukowych UAM (PRESSto). Pierwszym redaktorem naczelnym pisma był prof. dr hab. Marek Hendrykowski. W 2012 roku funkcję tę przejął prof. UAM dr hab. Andrzej Szpulak.

## Tematyka
Czasopismo publikuje artykuły naukowe polskich i zagranicznych badaczy poświęcone szeroko pojętej kulturze audiowizualnej: filmowi, telewizji, nowym mediom, grom wideo, fotografii, teatrowi i sztukom performatywnym. Podejmowane są zagadnienia związane m.in. z intermedialnością, tematyką i estetyką poszczególnych mediów i dzieł oraz ich społecznym funkcjonowaniem.
Poszczególne numery czasopisma zogniskowane są wokół tematów monograficznych, z wyjątkiem zbierającego niepowiązane z nimi teksty działu Varia.

## Zespół redakcyjny
Redaktor naczelny: prof. UAM dr hab. Andrzej Szpulak.
Redaktor senior: prof. dr hab. Marek Hendrykowski.
Sekretarz redakcji: mgr Mateusz Drewniak.
Członkowie redakcji: dr Patrycja Rojek, dr Joanna Pigulak, prof. UAM dr hab. Mikołaj Jazdon.
Rada naukowa: prof. UMCS dr hab. Marcin Maron, prof. PWSFTviT dr hab. Katarzyna Mąka-Malatyńska, prof. Laura Morowitz (Wagner College, Nowy Jork), prof. UJ dr hab. Joanna Wojnicka.

## Lista numerów[7][8]
| Numer                 | Temat monograficzny                                      | Redaktorzy gościnni |
| --------------------- | -------------------------------------------------------- | --- |
| Tom 7 Nr 13-14 (2009) | Dancing Muses                                            | prof. dr hab. Krzysztof Kozłowski (UAM) |
| Tom 8 Nr 15-16 (2011) | (Over)using the Holocaust, Part I: Contexts              | prof. UAM dr hab. Marek Kaźmierczak, prof. UAM dr hab. Katarzyna Mąka-Malatyńska                                                           |
| Tom 9 Nr 17-18 (2011) | (Over)using the Holocaust, Part II: Echoes               | prof. UAM dr hab. Katarzyna Mąka-Malatyńska, prof. UAM dr hab. Marek Kaźmierczak                                                           |
| Tom 10 Nr 19 (2012)   | Microcosm                                                | prof. UAM dr hab. Wojciech Otto, prof. UAM dr hab. Andrzej Szpulak                                                                         |
| Tom 11 Nr 20 (2012)   | (Re)imagining the Past                                   | prof. UAM dr hab. Anna Estera Mrozewicz, prof. UAM dr hab. Justyna Czaja                                                                   |
| Tom 12 Nr 21 (2013)   | Cinema and City Life                                     | prof. UAM dr hab. Małgorzata Hendrykowska, prof. UAM dr hab. Anna Śliwińska                                                                |
| Tom 13 Nr 22 (2013)   | Production Culture                                       | dr Marcin Adamczak (UAM) |
| Tom 14 Nr 23 (2014)   | Parody, Parodies                                         | prof. dr hab. Marek Hendrykowski (UAM), dr Piotr Pławuszewski (UAM)                                                                        |
| Tom 15 Nr 24 (2014)   | 21st-century Documentary Film in East and Central Europe | prof. UAM dr hab. Katarzyna Mąka-Malatyńska, prof. UAM dr hab. Mikołaj Jazdon                                                              |
| Tom 16 Nr 25 (2015)   | Aristotle Spin-Offs. Dramaturgy and the Audiovisual Arts | dr Anna Igielska (UAM), dr Katarzyna Lisiecka (UAM)                                                                                        |
| Tom 17 Nr 26 (2015)   | Messages from the Past                                   | mgr Patrycja Rojek (UAM), prof. UAM dr hab. Andrzej Szpulak                                                                                |
| Tom 18 Nr 27 (2016)   | Cinema under Pressure                                    | prof. dr hab. Marek Hendrykowski (UAM), dr Maciej Pietrzak (UAM)                                                                           |
| Tom 19 Nr 28 (2016)   | Actor, Acting                                            | dr Justyna Celeda (PWSFTviT), prof. UAM dr hab. Wojciech Otto                                                                              |
| Tom 20 Nr 29 (2017)   | Polish Cinema Unknown, Polish Cinema Forgotten           | prof. dr hab. Małgorzata Hendrykowska (UAM), prof. UAM dr hab. Anna Śliwińska                                                              |
| Tom 21 Nr 30 (2017)   | Docufiction                                              | prof. UAM dr hab. Katarzyna Mąka-Malatyńska, mgr Katarzyna Boratyn (PWSFTviT)                                                              |
| Tom 22 Nr 31 (2017)   | Parallels_between Movies and Architecture                | prof. UAM dr hab. Wojciech Otto, prof. PP dr hab. inż. arch. Adam Nadolny                                                                  |
| Tom 23 Nr 32 (2018)   | New Western Balkans Cinema                               | prof. UAM dr hab. Krystyna Pieniążek-Marković, prof. UAM dr hab. Andrzej Szpulak, mgr Joanna Sikorska (UAM), mgr Zuzanna Lewandowska (UAM) |
| Tom 24 Nr 33 (2018)   | Kieślowski Revisited (and Re-watched)                    | prof. UAM dr hab. Mikołaj Jazdon, dr Piotr Pławuszewski (UAM)                                                                              |
| Tom 25 Nr 24 (2019)   | Israel in Audio/Visual Culture                           | prof. UAM dr hab. Marek Kaźmierczak, prof. Ilan Avisar (Uniwestytet Telawiwski)                                                            |
| Tom 26 Nr 35 (2019)   | A Wander through the Themes                              | prof. dr hab. Małgorzata Hendrykowska (UAM), prof. UAM dr hab. Anna Śliwińska                                                              |
| Tom 27 Nr 36 (2020)   | Spaces in Film                                           | prof. UAM dr hab. Wojciech Otto |
| Tom 28 Nr 37 (2020)   | Science Fiction: The Future is Present                   | dr Maciej Pietrzak (UAM), dr Patrycja Rojek (UAM)                                                                                          |
| Tom 29 Nr 38 (2021)   | The Structure of Video Games                             | dr Kamil Jędrasiak (UŁ), dr Piotr Kubiński (UW), dr Joanna Pigulak (UAM)                                                                   |
| Tom 30 Nr 39 (2021)   | Metaphysics – Transcendence – Atheism                    | prof. UŁ dr hab. Tomasz Kłys, dr Adam Domalewski (UAM)                                                                                     |
| Tom 31 Nr 40 (2022)   | Waste in Films – Waste after Films                       | prof. Pietari Kääpä (University of Warwick, Coventry), prof. UAM dr hab. Marek Kaźmierczak                                                 |
| Tom 32 Nr 41 (2022)   | Film distribution and audiences                          | prof. UŁ dr hab. Konrad Klejsa, dr Małgorzata Miławska-Ratajczak (UAM)                                                                     |
| Tom 33 Nr 42 (2023)   | Rules of games                                           | dr Joanna Pigulak (UAM), dr Marcin Pigulak (UAM), mgr Karol Zaborowski (UAM)                                                               |
| Tom 34 Nr 43 (2023)   | Ukraine in Flames                                        | dr Liubov Krupnyk (Ukraiński Instytut Pamięci Narodowej), prof. UAM dr hab. Andrzej Szpulak, dr Adrianna Woroch (UAM)                      |
| Tom 35 Nr 44 (2023)   | Religions in Comic Books                                 | prof. UAM dr hab. Justyna Czaja, prof. UAM dr hab. Marek Kaźmierczak, dr Michał Traczyk (UAM)                                              |
| Tom 36 Nr 45 (2024)   | (In)correct Narratives of the Middle East Cinema         | dr Stanisław Bitka (UAM), dr Adam Domalewski (UAM), dr Maciej Pietrzak (UAM), dr Adrianna Woroch (UAM)                                     |
| Tom 37 Nr 46 (2024)   | Censorship in Film and Audio-Visual Media                | prof. UŁ dr hab. Konrad Klejsa, mgr Klaudia Srul (UAM)                                                                                     |